# Anna Jantar
Anna Jantar-Kukulska (tên khai sinh: Anna Maria Szmeterling; sinh ngày 10 tháng 6 năm 1950 - mất ngày 14 tháng 3 năm 1980) là một ca sĩ người Ba Lan.

## Tiểu sử
Jantar sinh ra ở Poznań. Từ năm 1965 đến năm 1969, cô theo học trường trung học Adam Mickiewicz và sau đó là trường trung cấp âm nhạc tại Poznań.Jantar thi đậu vào Học viện nghệ thuật sân khấu quốc gia ở Warsaw vào năm 1969 nhưng không được nhận vì thiếu chỗ.
Jantar kết hôn với nhà soạn nhạc người Ba Lan Jarosław Kukulski vào ngày 11 tháng 4 năm 1971. Cặp đôi có với nhau một cô con gái là ca sĩ Natalia Kukulska. Sau cái chết của Jantar, ông Jarosław Kukulski tái hôn với ca sĩ Monika Borys và có đứa con thứ hai tên là Piotr.
Cô đã biểu diễn tại các buổi hòa nhạc ở nước ngoài như Áo, Bulgaria, Canada, Tiệp Khắc, Phần Lan, Đông Đức, Tây Đức, Hungary, Ireland, Liên Xô, Thụy Điển, Hoa Kỳ và Nam Tư.
Năm 1979, Jantar được trao tặng huy hiệu danh dự Nhà hoạt động văn hóa ưu tú. Chương trình truyền hình cuối cùng mà Jantar tham gia là chương trình dành cho trẻ em - Zamiast słuchać bajek ("Thay vì nghe kể chuyện cổ tích", được quay ở Wałbrzych).

## Tai nạn
Jantar không may qua đời vào ngày 14 tháng 3 năm 1980, trong một vụ tai nạn máy bay chuyến bay 007 của Hãng hàng không Ba Lan LOT, khi máy bay gặp sự cố gần Sân bay Okęcie ở Warsaw.

## Giải thưởng
- 1970 - "Bài hát của năm (1970)" cho bài hát Co ja w tobie widziałam
- 1974 - Liên hoan quốc gia bài hát Ba Lan tại Opole - Giải thưởng Sự lựa chọn của nhân dân cho bài hát Tyle słońca w całym mieście
- 1974 - Coupe d'Europe - Vị trí thứ 3 cho bài hát Tyle słońca w całym mieście
- 1975 - Lễ hội Sopot - Vị trí thứ 2 cho bài hát "Staruszek świat"
- 1975 - Festival of Hit Songs ở Dresden - Vị trí thứ 2 cho bài hát Niech ziemia tonie w kwiatach
- 1975 - "Bài hát của năm (1975)" cho bài hát Tyle słońca w całym mieście
- 1975 - "Ca sĩ của năm (1975)"
- 1976 - Lễ hội Sopot - cho album Tyle słońca w całym mieście
- 1977 - Lễ hội Sopot - cho album Za każdy uśmiech
- 1979 - Festival of Hit Songs ở Tampere, Phần Lan - Vị trí thứ 2 cho màn trình diễn ca khúc Tylko mnie poproś do tańca ("Just request me to dance")
- 1979 - "Bài hát của năm (1979)" cho bài hát Nic nie może wiecznie trwać ("Không có gì tồn tại mãi mãi")
- 1979 - "Ca sĩ của năm (1979)"

## Đĩa nhạc

### Album
- 1974 – "Tyle słońca w całym mieście", reedition 2001
- 1975 – "Za każdy uśmiech", reedition 2001
- 1979 – "Zawsze gdzieś czeka ktoś"
- 1980 – "Anna Jantar", reedition 1999

### Tổng hợp
- 1980 – "The Best Of"
- 1986 – "Anna i Natalia" (Anna Jantar, Natalia Kukulska)
- 1990 – "Piosenki Anny Jantar"
- 1990 – "The Best Of 2"
- 1991 – "Piosenki dla dzieci" (Anna Jantar, Natalia Kukulska)
- 1991 – "Nic nie może wiecznie trwać"
- 1991 – "Wspomnienie"
- 1992 – "The collection"
- 1992 – "Złote przeboje"
- 1996 – "Cygańska jesień"
- 1997 – "Antalogia cz.1"
- 1997 – "Antalogia cz.2"
- 1999 – "Przyjaciele"
- 2000 – "Radość najpiękniejszych lat"
- 2000 – "Tyle słońca..."
- 2003 – "Perły – Tyle słońca w całym mieście"
- 2004 – "Platynowa kolekcja – Złote przeboje"
- 2004 – "The best – Dyskotekowy bal"
- 2005 – "Tyle słońca..." 3 CD
- 2005 – "Po tamtej stronie" (Anna Jantar, Natalia Kukulska)
- 2010 – "Wielka dama" 4 CD